# أحمد بن موسى الكاظم
أحمد بن موسى هو أحد أبناء موسى الكاظم، الإمام السابع عند الشيعة، وهو شقيق علي الرضا. هاجر من المدينة إلی خراسان لزيارة أخيه الرضا، ولكن قُتل في طريقه في مدينة شيراز في إيران ودفن هناك. يعدّ مرقده المعروف بالعتبه شاه چراغ من المعالم والمزارات المهمة عند الشيعة.

## نسبه
هو: أحمد بن موسى الكاظم بن جعفر الصادق بن محمد الباقر بن علي السجاد بن الحسين بن علي بن ابي طالب.
أمه: هي أم أحمد وهي كانت من فواضل نساء موسى الكاظم. 
يقول العلامة المجلسي في کتاب مرآة العقول:«إنّ أمّ أحمد کانت أمّ بعض أولاد موسى و کانت من فواضل النساء بین زوجاته، في العلم والتقوی والکرامة، وکان یودعها أسراره وودائعه.»

## مكانته وشأنه
ورد أنّه كان كريماً، وأنّ الكاظم كان يحبّه كثيراً.
يقول الشيخ المفيد عن شأنه ومكانته: كان أحمد بن موسى كريماً جليلاً ورعاً، وكان أبو الحسن موسى يحبه ويقدمه، ووهب له ضيعته المعروفة باليسيرة. ويقال: إنّ أحمد بن موسى أعتق ألف مملوك.
وفي رواية أخرى أوردها الشيخ المفيد نقلاً عن إسماعيل بن موسى بن جعفر، وهو يتحدث عن بعض رحلات أبيه موسى بن جعفر حيث كان أحمد معه، فيقول: كان مع أحمد بن موسى عشرون من خدم أبي وحشمه، إن قام أحمد قاموا معه، وإن جلس جلسوا معه، وأبي بعد ذلك يرعاه ببصره ما يغفل عنه.

## الإمامة بعد موت الكاظم
ورد أن أهل المدينة أتوا إلى بيت أم أحمد بعد استشهاد الكاظم يريدون مبايعة ابنها أحمد بالإمامة، فخرج معهم إلى المسجد، وصعد المنبر، وخطب فيهم، وقال:
أيها الناس كما أنكم جميعاً في بيعتي فإني في بيعة أخي علي بن موسى الرضا، واعلموا أنه الإمام والخليفة من بعد أبي، وهو ولي الله والفرض علي وعليكم من الله ورسوله طاعته، بكل ما يأمرنا.
فكل من كان حاضراً خضع لكلامه، وخرجوا من المسجد، يقدمهم أحمد ابن موسى، وحضروا باب دار الرضا، فجددوا معه البيعة، فدعا له الرضا. ومع هذا فقد ورد فرقة باسم الأحمدية، وهم أتباع أحمد بن موسى يعتقدون بإمامته بعد استشهاد أبيه الكاظم.

## ثورة أحمد بن موسى
روي أن أحمد بن موسى قام على الخلافة العباسية، دون الإشارة إلى كيفية وتفاصيل هذا الحدث، كما أنّ هذه الأخبار التاريخية تتحدث عن مشاركة أحمد في قيام ابن طباطبا.

## هجرته إلی إيران
حين انتقل علي بن موسى الرضا من المدينة إلى خراسان بضغط من المأمون عزم أخيه أحمد بن موسى مع جماعة من بني هاشم للاتحاق به. فخرجوا من المدينة – نحو سنة 198 إلی 203ه.ق – قاصدين خراسان عن طريق البصرة. كان قوام هذا الركب ثلاثة آلاف شخص، فحين مرورهم بالمدن والدیار کانت اعدادهم تزداد، وقد التحق بهم أعداد كبيرة من الشيعة في مسيرهم حتى بلغوا قريباً من خمسة عشر ألف شخص. وكان في طليعة هذا الركب أحمد ومحمد والحسين أبناء الكاظم.
فلمّا وصلوا إلى مدينة شيراز في جنوب بلاد فارس، منعهم حاكم مدينة شيراز من السفر بأمر من المأمون. فدارت بينهم معارك انتهت إلى مقتل عدد من بني هاشم والباقين قد تشتتوا في مناطق مختلفة، والسيد احمد بن موسى وأخيه محمد لجئا إلى منزل بعض مواليهم في شيراز وبقيا مختفين هناك حتی تمكن الحاكم من معرفة مكانهم من خلال جواسيسه، فهجم على الدار وأمر بقتلهما ثم هدم الدار عليهما.

## استشهاد أحمد بن موسى وأصحابه
الأخبار الواردة تتحدث أنّ قتلغ خان الذي كان حاكماً على شيراز من قبل المأمون في منطقة خان زينان التي تبعد عن شيراز بثمانية فراسخ التقى بأحمد بن موسى وقافلته وأخبره بموت الرضا، الأمر الذي تسبب بهبوط معنوياتهم، وتشتت من جاء مع أحمد بن موسى، فتوّجه أحمد ومن صحبه من أقاربه إلى شيراز، واستشهد هناك إثر معركة حدثت آنذاك.

## العثور على قبره
هناك أخبار متعددة وردت حول العثور على قبره، فمنها:
فخبر يقول: ليس هناك أي معلومة عن محل دفن أحمد بن موسى حتى نهاية القرن الرابع وبداية القرن الخامس للهجرة، ومن المصادر كرياض الأنساب لملك الكتّاب الشيرازي، وبحر الأنساب لتيموري تتحدث عن كشف قبره في القرن الرابع في عهد عضد الدولة الديلمي، كما ورد في خبر آخر أن قبر أحمد بن موسى كان متخفياً لثلاثمئة سنة، وتم العثور عليه في فترة حكم عضد الدولة الديلمي (372 – 338هـ).
وبناء على ما ورد في أنوار النعمانية نقلاً عن لباب الأنساب للبيهقي، وأيضاً ما ذكره السيد محسن الأمين عن لب الأنساب للموسوي النيشابوري أنّه تم العثور على قبر أحمد بن موسى بشيراز في بداية القرن الخامس للهجرة.
وهناك مصادر أخرى كـ«شدّ الآزار»، ورحلة ابن بطوطة، ونزهة القلوب التي تم تأليفها في القرن الثامن يتحدثون عن العثور على قبره في القرن السابع والثامن، وقد ورد في بعض الكتب أن قبر أحمد بن موسى تم العثور عليه في عهد الأمير مقرب الدين من وزراء وأقرباء الأتابك أبو بكر (658 ـ 653)،  وعرف جنازته من خاتمه المنقوش عليه «العزة لله أحمد بن موسى».

## لقب شاهجراغ
لقد اشتهر أحمد بن موسى بين أهالي مدينة شيراز ب: شاهجراغ (بالفارسي: شاهچراغ) ومعناه: ملك الضياء، لكن لا يوجد أي معلومة في الكتب المتقدمة حول هذا اللقب وقد تم انتساب هذا اللقب إليه في القصص والكتب المتأخرة.

## مزاره

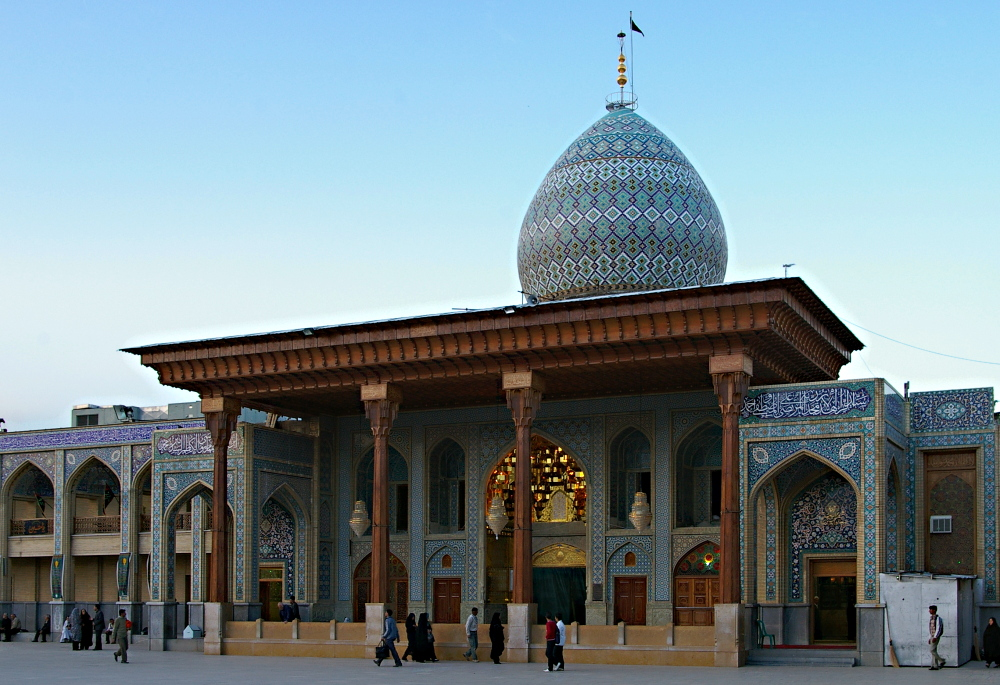
العتبة شاه جراغ.

دفن أحمد بن الكاظم في مدينة شيراز، وقبره بقي مخفياً لفترة طويلة من الزمن حتی في عهد الأمير مقرب الدين مسعود بن بدر (623-658هـ) أكتشف قبره عن طريق العثور علی خاتمه في قبره، المنقوش عليه «العزة لله احمد بن موسى بن جعفر» فعرفوه. فبنى عليه مقرب الدين بناءاً، ثم بنى عليه الأتابك أبو بكر بناء أرفع منه، ثم إن تاج خاتون ام السلطان ابي اسحق اینجو بنت عليه قبة رفيعة في سنة 745هـ.
ثم توالت عليه الإضافات والبنايات بمرور الزمن، حتى وصل لشكله الحالي.
يعد مرقد أحمد بن موسى المعروف بالعتبة شاه چراغ من المعالم والعتبات المقدسة البارزة في إيران.

## أولاده
إن أغلب علماء النسب لم يذكروا لأحمد بن موسى أولاداً فهو لم يعقب، ولكن هناك من ذكر له أولاد كضامن بن شدقم حيث أورد أن له أربعة أولاد هم: محمد، وعلي، وعبد الله، وداود، وورد أيضاً أن إبراهيم المعروف بفيض القمي المدفون بمدينة قم هو من أولاد أحمد بن موسى.

## طالع أيضًا
- صالح بن موسى الكاظم
- الشاه عبد العظيم الحسني
- فاطمة بنت موسى الكاظم